# Kongenitalna anomalija
Kongenitalna anomalija, poremećaj ili malformacija je strukturno, funkcionalno ili metaboličko odstupanje od normalnog obrasca razvojnog procesa koji je prisutan prilikom rođenja. Sa učestalošću od 3 - 5% kod sve novorođene dece, one čine značajan procenat morbiditeta i mortaliteta u prenatalnom razdoblju i dojenačkom uzrastu.
Kongenitalne anomalije prema tome da li zahvataju jednu ili više regija tela dele se  na izolovane (major i minor) i multiple koje zahvataju više regija, a u odnosu na normalni obrazac razvojnog procesa, koji je prisutan prilikom rođenja deteta, kongenitalne anomalije karakteriše strukturno, funkcionalno ili metaboličko odstupanje.
Veliki dio kongenitalnih anomalija zahteva hitnu hiruršku intervenciju. Zbrinjavanje takvih stanja često je odličan prim multidisciplinarne saradnje stručnjaka raznih oblasti medicine, jer samo koordinacija neonatologa, radiologa, anesteziologa i dečjeg hirurg može da rezultuje uspešnim lečenjem.

## Epidemiologija
Od poznatih uzroka genetički faktori su najzastupljeniji (15 - 25%), dok je samo manji broj kongenitalnih anomalija uzrokovan faktorima sredine kao što su majčina izloženost teratogenim agensima, uključujući lekove i infekcije (8 - 12%). Međutim na osnovu dosadašnjih saznanja smatra se da velika većina izolovanih kongenitalnih anomalija nastaje kao posledica interakcije gena i sredine. Zato bolest svrstavaju i u grupu multifaktorijalno uzrokovanu (20 - 25%). Međutim kako u većini slučajeva (40 - 60%), uzrok nije otkriven, etiologija kongenitalnih anomalija i dalje ostaje velika nepoznanica.
Morbiditet/Mortalitet
Briga za decu počinje pre njihovog rođenja. Strah od pojave anomalija ploda, prisutan je kod svake trudnice, i nije bez racionalne osnove. Kongenitalne anomalije se javljaju kod 3 do 4% novorođene dece, a značajno su učestalije kod spontanih pobačaja i interuterine smrti ploda. Polovina ovih anomalija je takve prirode da dovodi do smrti ili bitno remeti život po rođenju, zbog čega je tačno i pravovremeno otkrivanje i
lečenje kongenitalnih anomalija od velikog značaja kako za pojedinca, tako i za društvo.
Napredak fetalne medicine, do koga je došlo u najvećoj meri uvođenjem ultrazvučne tehnologije poslednjih decenija, nametnuo je nove zahteve onima koji brinu o zdravlju fetusa i majki. Brojna saznanja o etiologiji i patofiziologiji kongenitalnih anomalija, kao i tehnološki napredak, doveli su do primene novih metoda u dijagnostici i terapiji urođenih poremećaja ploda.

## Etiologija
Prema etiologiji kongenitalne anomalije se mogu podeliti na:
Genetske
Genetske anomalije su uzrokovana mutacijom DNK.
Negenetske
- Radijacija - stečeno oštećenje DNK
- Infekcija - varičela, rubeola...
- Droge - tlidomid...
- Alkohol - methotreksat...
- Bolest majke - fenilketonurija, šećerna bolest...

## Podela
Kongenitalne anomalije se dele na: izolovane (major i minor) koje zahvataju jednu regiju, multiple koje zahvataju više regija, a mogu biti i udružene major i minor anomalije.

### Izolovane anomalije
Prema kliničkom značenju  izolovane anomalije mogu biti:
Minor anomalije
- Najčešće nemaju veći klinički značaj.

Minor anomalije su fizičke varijacije anomalija prisutne u manje od 5% populacije.   
Major anomalije
- Dovode do teških disfunkcija.
- Odnose se na anomalije koje su nespojive sa životom.
- Zahtevaju hirurški zahvat za korekciju ili u protivnom dovode do velikih disfunkcionalni poremećaja (poput mentalne retardacije).[5]
- U ove anomalije spada 2 – 3% svih kongenitalnih anomalija.

Prema patogenezi izolovane anomalije mogu biti:
Malformacije
- Nastaje zbog nenormalnog razvojnog procesa koji uključuje nepravilnu proliferaciju ćelija, migraciju, diferencijaciju i ćelijsku smrt ili fuziju.

Displazija
Nastaje zbog nenormalnog rasta i razvoja ćelija, što dovodi do poremećene organizacije ćelija unutar tkiva. 
Deformacija
- Nastaje zbog dejstva spoljašnjih mehaničkih sila na normalno formirane strukture, obično zbog narušenog anatomskog okruženja u materici ili zbog pomeranja pokreta fetusa.

Disrupcija
- Nastaje zbog direktnog delovanja spoljašnjih faktora na prethodno normalno formiranu strukturu u normalnom anatomskom okruženju.

### Multiple anomalije
Prema patogenezi multiple anomalije mogu biti:
Sekvenca
- Ovaj niz anomalija nastaje kao posledica jedne inicijalne anomalije koja može biti malformacija, displazija, deformacija ili disrupcija

Sindrom
- To je konstantan i patogenetski povezan uzrok kongenitalnih anomalija

Asocijacija
- Slučajna prisutnost kombinovanih kongenitalnih anomalija koje nisu sekvenca, a obrazac nije dovoljno konstantan da bi se proglasio sindrom

### Udružene major i minor anomalije
Specifične kombinacije major i minor anomalija odražavaju specifičnu etiologiju koja se prema patogenetskom mehanizmu može razvrstati u nekoliko grupa.

## Spoljašnje veze
- CDC’s National Center on Birth Defects and Developmental Disabilities
- Birth Defect Research for Children
- „Za budućnost naše dece! Projekat: „Razvijanje regionalnog prekograničnog sistema dijagnostičkih centara za prenatalnu dijagnostiku fetalnih malformacija na području Temišvara i Vršca”” (PDF). Архивирано из оригинала (PDF) 09. 03. 2017. г. Приступљено 08. 03. 2017.

|  | Molimo Vas, obratite pažnju na važno upozorenje u vezi sa temama iz oblasti medicine (zdravlja). |